# De Unævnelige
De Unævnelige er en dansk stumfilm fra 1916 med ukendt instruktør.

## Handling
Denne artikel mangler et handlingsreferat. Hjælp os med at skrive det.

## Medvirkende
- Anna Müller - Frøken Anita
- Emilie Sannom - Hr. Fix
- Sigurd Wantzin - Hr. Fedesen